# Halene Magatogia
Halene Magatogia est un homme politique niuéen. 

## Biographie
Lors des élections législatives de 2011, il est élu membre du Parlement.
Il est ministre des Travaux publics, de l’Énergie, de la Justice et des Terres et du Carburant.